# Jean-Baptiste Ferrand
Jean-Baptiste Ferrand est un homme politique français né et décédé à une date inconnue.
Administrateur du département et commissaire du directoire exécutif près l'administration centrale, il est élu député de la Loire au Conseil des Cinq-Cents le 24 germinal an VII. Favorable au coup d'État du 18 Brumaire, il est nommé conseiller de préfecture dans l'Ain en 1800.

## Sources
- « Jean-Baptiste Ferrand », dans Adolphe Robert et Gaston Cougny, Dictionnaire des parlementaires français, Edgar Bourloton, 1889-1891 [détail de l’édition]